# Регулярний граф
Регулярним графом у теорії графів називають граф, кожна вершина якого має однаковий степінь (тобто кількість суміжних вершин). Якщо даний степінь дорівнює k, то граф називають k-регулярним.

## Властивості
- Граф є регулярним тоді і тільки тоді, коли вектор {\displaystyle {\textbf {j}}=(1,\dots ,1)} є власним вектором його матриці суміжності.[1]
- Теорема Неш-Вільямса — довільний k-регулярний граф з {\displaystyle (2k+1)}- єю вершиною є гамільтоновим.

## Приклади
Довільний повний граф є регулярним.

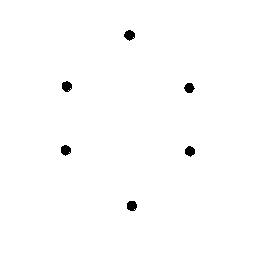
0-регулярний граф
1-регулярний граф
2-регулярний граф
3-регулярний граф
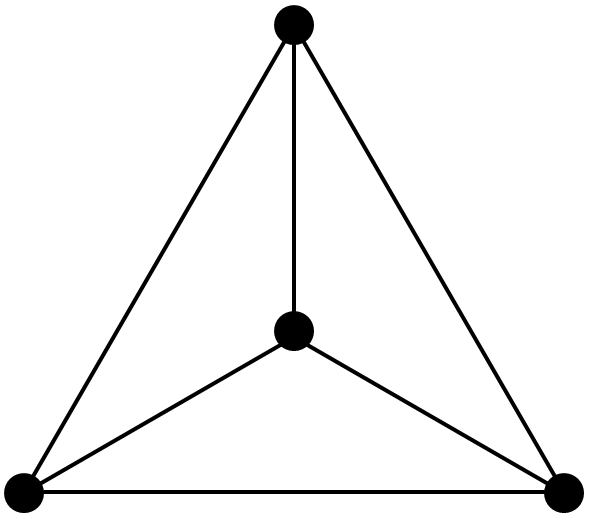
3-регулярний граф
3-регулярний граф
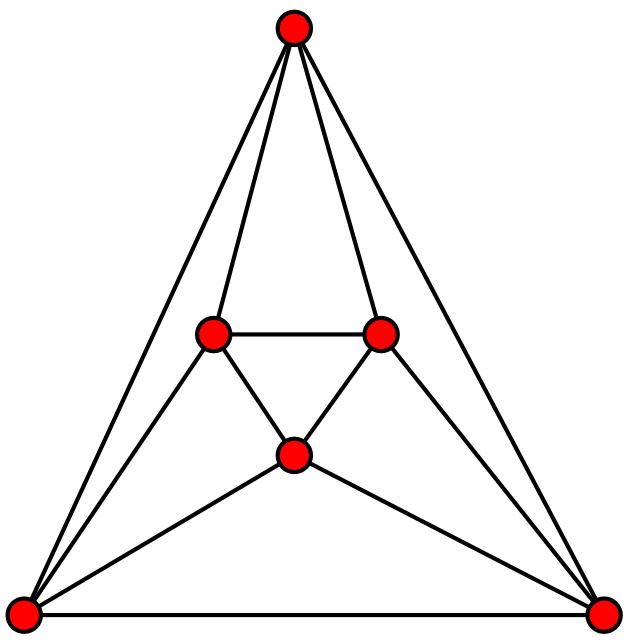
4-регулярний граф